# أسبستوس (كيبك)
أسبستوس (بالإنجليزية: Asbestos, Quebec)‏ هي بلدية محلية في كيبيك تقع في كندا في Les Sources Regional County Municipality.  يقدر عدد سكانها بـ 7,096 نسمة ومساحتها 31.70 كم2 .

## أعلام
- غيليس هامل
- ميشيل غوليت
- جون هاري وليامز
- جان روسو
- ميشيل بودرو